# Zaire ai Giochi della XXIV Olimpiade
Lo Zaire partecipò ai Giochi della XXIV Olimpiade, svoltisi a Seul, Corea del Sud, dal 17 settembre al 2 ottobre 1988, con una delegazione di 15 atleti impegnati in tre discipline.